# Hipólito Ramos
Hipólito Ramos Martínez (født 30. januar 1956) er en tidligere cubansk bokser. Under Sommer-OL 1980 i Moskva vandt han sølv i let-fluevægt efter at have tabt i finalekampen mod Shamil Sabirov med 2-3.

## Olympiske resultater
- Besejrede Farid Salman Mahdi (Irak) 5-0
- Besejrede Gyorgy Gedo (Ungarn) 5-0
- Besejrede Ismail Mustafov (Bulgarien) 4-1
- Tabte til Shamil Sabirov (Sovjetunionen) 2-3